# Лысик, Иван Григорьевич
Ива́н Григо́рьевич Лы́сик (род. 7 ноября 1993, Арсеньев, Приморский край) — российский спидвейный гонщик. Двукратный чемпион России в командном зачёте, бронзовый призёр парного Кубка России.

## Биография
Родился в арсеньевской семье предпринимателей, занимавшихся парашютным спортом. Имеет старшего брата, старшую сестру, а также брата-близнеца Михаила, также занимавшегося спидвеем. C 11 лет вместе с братом занимался мотокроссом, став чемпионом Приморского и Хабаровского краёв. Достигнув успехов в мотокроссе, братья получили предложение попробовать себя в спидвее, и с 2009 года выступают за спидвейный клуб «Восток» из города Владивосток.
В составе «Востока» Иван Лысик дважды выиграл чемпионат России (2010 и 2015 гг.), а также становился бронзовым призёром кубка пар (2015 год) (Михаил завершил спидвейную карьеру после 2013 г.). В юниорском зачёте дважды выигрывал командное первенство (2010, 2014) и становился вице-чемпионом личного (2014).
В 2011 г. имел контракт с клубом «Локомотив», в 2012—2014 гг. — «Колеяж Равич» (оба — Первая польская лига), однако так и не провёл ни одной гонки.

### Среднезаездный результат
| Лига        | 2010         | 2011         | 2012         | 2013         | 2014         | 2015         |
| ----------- | ------------ | ------------ | ------------ | ------------ | ------------ | ------------ |
| Флаг России | 1,400 Восток | 1,056 Восток | 1,366 Восток | 1,333 Восток | 1,375 Восток | 1,500 Восток |

## Достижения
| - Чемпионат России по спидвею среди юниоров до 19 лет: в личном зачёте — 2 место (2011, 2012) - Чемпионат России по спидвею среди юниоров до 21 года: в личном зачёте — 2 место (2014) в командном зачёте — 3 место (2009, 2011, 2012, 2013), 1 место (2010, 2014) - Чемпионат России по спидвею в командном зачёте — 1 место (2010, 2015), 2 место (2011, 2013, 2014), 3 место (2012) в парном зачёте — 3 место (2015) | - Открытый чемпионат Приморского края по спидвею на льду — 2 место (2011, Арсеньев) - Чемпионат Владивостока по спидвею на льду — 2 место (2012, 2013) - Открытый кубок Арсеньева по спидвею на льду — 1 место (2015) - Мемориал Рината Марданшина — 1 место (2014, Октябрьский) |  |